# ایرما-جین ایوانز
ایرما-جین ایوانز (انگلیسی: Erma-Gene Evans؛ زادهٔ ۲۶ ژانویهٔ ۱۹۸۴ در کاستریس) ورزشکار دو و میدانی زن رشته پرتاب نیزه اهل سنت لوسیا است؛ که در مسابقات بین‌المللی در مجموع برنده ۲ مدال نقره و ۱ مدال برنز شد.